# Grand Prix Gazipaşa 2021
Grand Prix Gazipaşa 2021 – 3. edycja wyścigu kolarskiego Grand Prix Gazipaşa, która odbyła się 7 lutego 2021 na liczącej ponad 157 kilometrów trasie wokół miasta Gazipaşa. Impreza kategorii 1.2 była częścią UCI Europe Tour 2021.

## Drużyny
| ProTeam- Bardiani CSF Faizanè Continental teams (10)- Mazowsze Serce Polski - Nippo-Provence-PTS Conti - Giotti Victoria-Savini Due - Wildlife Generation Pro Cycling - Eurocar Grawe Ukraine - Terengganu Cycling Team - Spor Toto Cycling Team - Salcano Sakarya BB Team - Minsk Cycling Club - BelAZ translation for headoftableIII_translate index 45 not found- Marathon-Tula Reprezentacje (8)- Kazachstan - Ukraina - Białoruś - Rosja - Uzbekistan - Azerbejdżan - Algieria - Szwajcaria Amatorski zespół kolarski- InEx Siberian Team Regionalne i klubowe drużyny (7)- CCN-Metalac Sunbelt - Nursultan Cycling Team - Deaf National Team - Mega Saray - SC Golden Wheels - Triathlon Kokshetau - NF Kimya Cycling translation for headoftableIII_translate index 53 not found- Sankt Petersburg |
| |

## Klasyfikacja generalna
| \| Klasyfikacja generalna \| Klasyfikacja generalna \| Klasyfikacja generalna \| Klasyfikacja generalna \| Klasyfikacja generalna \| \| Kolarz \| Kolarz \| Państwo \| Drużyna \| Czas \| \| ---------------------- \| ---------------------- \| ---------------------- \| ------------------------------- \| ---------------------- \| \| 1. \| Raman Ciszkou \| Białoruś \| BelAZ \| 3h 48' 58" \| \| 2. \| Mamyr Stasz \| Rosja \| Spor Toto Cycling Team \| + 0" \| \| 3. \| Alan Banaszek \| Polska \| Mazowsze Serce Polski \| + 0" \| \| 4. \| Andrea Guardini \| Włochy \| Giotti Victoria-Savini Due \| + 0" \| \| 5. \| Ulises Castillo \| Meksyk \| Wildlife Generation Pro Cycling \| + 0" \| \| 6. \| Youcef Reguigui \| Algieria \| Terengganu Cycling Team \| + 0" \| \| 7. \| Noah Granigan \| Stany Zjednoczone \| Wildlife Generation Pro Cycling \| + 0" \| \| 8. \| Jonathan Couanon \| Francja \| Nippo-Provence-PTS Conti \| + 0" \| \| 9. \| Jeorjos Buglas \| Grecja \| Salcano Sakarya BB \| + 0" \| \| 10. \| Andrij Kulik \| Ukraina \| Ukraina \| + 0" \| |                  |                   |                                 |            |
| |                  |                   |                                 |            |
| Źródło: ProCyclingStats |                  |                   |                                 |            |
| Klasyfikacja generalna |                  |                   |                                 |            |
| Kolarz | Kolarz           | Państwo           | Drużyna                         | Czas       |
| 1. | Raman Ciszkou    | Białoruś          | BelAZ                           | 3h 48' 58" |
| 2. | Mamyr Stasz      | Rosja             | Spor Toto Cycling Team          | + 0"       |
| 3. | Alan Banaszek    | Polska            | Mazowsze Serce Polski           | + 0"       |
| 4. | Andrea Guardini  | Włochy            | Giotti Victoria-Savini Due      | + 0"       |
| 5. | Ulises Castillo  | Meksyk            | Wildlife Generation Pro Cycling | + 0"       |
| 6. | Youcef Reguigui  | Algieria          | Terengganu Cycling Team         | + 0"       |
| 7. | Noah Granigan    | Stany Zjednoczone | Wildlife Generation Pro Cycling | + 0"       |
| 8. | Jonathan Couanon | Francja           | Nippo-Provence-PTS Conti        | + 0"       |
| 9. | Jeorjos Buglas   | Grecja            | Salcano Sakarya BB              | + 0"       |
| 10. | Andrij Kulik     | Ukraina           | Ukraina                         | + 0"       |